# 窯神町
窯神町（かまがみちょう）は、愛知県瀬戸市道泉連区の町名。丁番を持たない単独町名である。

## 地理
- 瀬戸市の中央部に位置する[8]。西を西谷町、北を東安戸町・背戸側町、東を仲切町・朝日町、南を陶本町・元町と隣接している[8]。
- 丘陵斜面に発展した住宅と窯業関係の中小工場が混在する[8]。
- 北端に窯神神社があり、その周辺には磁祖公園[注釈 1]・窯神グラウンド[注釈 2]があり、市民の憩いの場になっている[8]。

### 学区
市立小・中学校に通う場合、学区は以下の通りとなる。また、公立高等学校普通科に通う場合の学区は以下の通りとなる。
| 番・番地等 | 小学校                 | 中学校                 | 高等学校 |
| ---------- | ---------------------- | ---------------------- | -------- |
| 全域       | 瀬戸市立にじの丘小学校 | 瀬戸市立にじの丘中学校 | 尾張学区 |

## 歴史

### 町名の由来
1937年（昭和12年）に磁祖民吉の銅像が建てられた窯神神社がこの地にあることによって名付けられたとされる。

### 沿革
- 1942年（昭和17年）1月9日 - 瀬戸市大字瀬戸字安戸[注釈 3]・字前側の一部により、同市窯神町として成立[2]。

## 世帯数と人口
2025年（令和7年）2月1日現在の世帯数と人口は以下の通りである。
| 町丁   | 世帯数  | 人口  |
| ------ | ------- | ----- |
| 窯神町 | 106世帯 | 222人 |

### 人口の変遷
国勢調査による人口の推移
| 1995年（平成7年）  | 396人 | [ 14 ] |  |
| 2000年（平成12年） | 373人 | [ 15 ] |  |
| 2005年（平成17年） | 331人 | [ 16 ] |  |
| 2010年（平成22年） | 294人 | [ 17 ] |  |
| 2015年（平成27年） | 267人 | [ 18 ] |  |
| 2020年（令和2年）  | 231人 | [ 19 ] |  |

### 世帯数の変遷
国勢調査による世帯数の推移。
| 1995年（平成7年）  | 135世帯 | [ 14 ] |  |
| 2000年（平成12年） | 138世帯 | [ 15 ] |  |
| 2005年（平成17年） | 130世帯 | [ 16 ] |  |
| 2010年（平成22年） | 123世帯 | [ 17 ] |  |
| 2015年（平成27年） | 114世帯 | [ 18 ] |  |
| 2020年（令和2年）  | 103世帯 | [ 19 ] |  |

## 交通

### 鉄道
町内に鉄道は走っていない。最寄り駅は、名鉄瀬戸線尾張瀬戸駅になる。

### バス
町内にバスは走っていない。最寄りのバス停は、名鉄バス「しなの線（瀬戸北線）」【1】【1H】【2】【2H】【3】【4】系統、同「本地ヶ原線」【10】【36】【50】【51】【52】系統、同「東山線」【16】【16H】【17H】【18】系統、瀬戸市コミュニティバス「上之山線」の瀬戸駅前バス停になる。

### 道路
愛知県道207号定光寺山脇線 ： 町の北端、背戸側町との境を南北に通っている。

## 施設
- 窯神神社[8] ： 窯神社[20]。1818年（文化11年）磁祖加藤民吉が製品の完成祈願の為、太宰府天満宮と火具土神を祀ったことに始まる[20]。全国的に知られる｢せともの祭｣はこの神社の神事であり、民吉の命日にちなんで毎年9月の第2土・日曜日に開催されている[20]。
- 無風庵 ： 近代美術工芸家・藤井達吉ゆかりの、茅葺き入母屋作りのギャラリー兼休憩所[21]。藤井と弟子たちが共同工房として使用していた建物を、小原村（現豊田市）から移築[21]。
- 忠魂碑 ： 日露戦争に従軍した水野甚蔵が戦友との約束に基き建設をしたもので、最初は瀬戸川と一里塚川との合流点に建てられ、その後記念橋駅の地点へ移り、さらに現在の位置に移転したという[22]。
- 殉国慰霊塔 ： 1963年（昭和38年）に建立[23]。毎年、8月15日には市の戦没者追悼慰霊式の一環として、慰霊塔の前に祭壇がしつらえられる[23]。
- KUMA BURGER ： 古民家を改装し、2024年（令和6年）1月オープン[24]。瀬戸市で唯一のグルメバーガーの店[24]。
- 藤本クリニック ： 診療科目は内科・胃腸科・外科・小児科・リハビリテーション科[25]。

- 窯神神社
- 無風庵
- 忠魂碑
- 殉国慰霊塔

## その他

### 日本郵便
- 郵便番号 : 489-0048[6]（集配局：瀬戸郵便局[26]）。